# Dave Flemming
Dave Flemming (né à le 31 mai 1976 à Alexandria, Virginie, États-Unis) est un commentateur sportif.
Depuis 2003, il est l'un des descripteurs des matchs des Giants de San Francisco de la Ligue majeure de baseball sur les ondes de la station de radio KNBR.
En plus de son travail pour les Giants, il décrit des matchs de basket-ball universitaire et de football universitaire à ESPN.

## Carrière
Dave Flemming est diplômé en études classiques de l'université Stanford et détenteur d'une maîtrise en journalisme radio de l'université de Syracuse. Durant ses années à Stanford, il est directeur de la radio universitaire KZSU (en) et décrit les matchs de baseball, de football et de basket-ball (féminin et masculin) du Cardinal de Stanford. En 2000, il décrit les matchs des Oaks de Visalia, un club des ligues mineures de baseball dont il est aussi cette année-là l'assistant directeur général, sur les ondes de KTIP-AM (en). Il y décrit de plus des matchs de basket-ball et de football des écoles secondaires locales.
De 2001 à 2003, Flemming fait équipe avec Andy Freed à la description des matchs de baseball des Red Sox de Pawtucket, club mineur de la Ligue internationale, sur les huit stations du Pawsox Radio Network (en).
Son ascension météorique dans les médias aboutit à San Francisco en 2003, lorsqu'il prend l'antenne à KNBR et intègre l'équipe de description des matchs des Giants de San Francisco de la Ligue majeure de baseball. Le 27 avril 2003, à son deuxième match seulement en remplacement de Jon Miller à la description d'un match des Giants, Flemming décrit le match sans point ni coup sûr de Kevin Millwood des Phillies de Philadelphie aux dépens du club de San Francisco.
Il est au micro le 28 mai 2006 lorsque Barry Bonds, des Giants, frappe le 715e coup de circuit de sa carrière pour dépasser Babe Ruth au second rang de l'histoire. Malheureusement, un incident technique coupe le microphone de Flemming au moment où la balle s'apprête à franchir la clôture. Environ 10 secondes de silence suivent sur les ondes de KNBR. Par conséquent, seul l'enregistrement de la voix de son collègue Duane Kuiper, à la description ce jour-là pour la chaîne télévisée Fox Sports, est envoyé au Temple de la renommée du baseball pour commémorer l'événement.
Flemming décrit le 13 juin 2012 le match parfait de Matt Cain ainsi que le dernier retrait de la Série mondiale 2012 remportée par les Giants.